# 方威捷
方威捷（英語：Nelson Heg Wei Keat，1993年1月6日—），馬來西亞男子羽毛球运动员。

## 簡歷
方威捷小时候曾是北海光华华小的田径队成员之一。2010年，方威捷出戰墨西哥瓜達拉哈拉舉行的世界青年羽毛球錦標賽，夥拍张御宇贏得男雙比賽亞軍及團體賽季軍。一年後，方威捷又在出戰桃園縣舉行的世界青年羽毛球錦標賽，再次與张御宇合作，成功贏得男雙及團體賽冠軍。

## 主要比賽成績
只列出曾進入準決賽的國際賽事成績：
| 年份   | 賽事                   | 公開賽級別 | 項目     | 拍檔   | 成績   |
| ------ | ---------------------- | ---------- | -------- | ------ | ------ |
| 2012年 | 法國羽毛球國際賽       | 國際系列賽 | 男子雙打 | 张御宇 | 準決賽 |
| 2012年 | 法國羽毛球國際賽       | 國際系列賽 | 混合雙打 | 鄒美君 | 亞軍   |
| 2012年 | 荷蘭羽毛球國際賽       | 國際挑戰賽 | 男子雙打 | 张御宇 | 冠軍   |
| 2013年 | 奧地利羽毛球國際挑戰賽 | 國際挑戰賽 | 男子雙打 | 张御宇 | 準決賽 |
| 2013年 | 芬蘭羽毛球公開賽       | 國際挑戰賽 | 男子雙打 | 张御宇 | 冠軍   |
| 2014年 | 越南羽毛球國際挑戰賽   | 國際挑戰賽 | 男子雙打 | 劉雋程 | 準決賽 |

| 2007-2017年 | 首要超級賽 | 超級賽 | 黃金大獎賽 | 大獎賽 | 國際挑戰賽 | 國際系列賽 | 未來系列賽 | 其他 |